# Óceániai országok népesség szerinti listája
A függő területet és a nemzetközileg el nem ismert de facto országokat dőlt betűvel jelezzük. A függő területek neve mögött mindig megtalálható az anyaország is, illetve, hogy azzal milyen típusú függésben áll.
| #  | Ország (vagy régió, függő terület)                                                                  | Népesség   | Dátum               | % a világ népességéből | Forrás                           |
| -- | --------------------------------------------------------------------------------------------------- | ---------- | ------------------- | ---------------------- | -------------------------------- |
| 1  | Ausztrália                                                                                          | 25,934,175 | 2022. augusztus 12. | 0.325%                 | hivatalos népességmérő óra       |
| 2  | Pápua Új-Guinea                                                                                     | 9,122,995  | 2021. július 1.     | 0,114%                 | ENSZ (becslés)                   |
| 3  | Új-Zéland                                                                                           | 5,134,363  | 2022. augusztus 12. | 0,0644%                | hivatalos népességmérő óra       |
| –  | Hawaii (Az Amerikai Egyesült Államok állama, mely földrajzilag teljesen elkülönül a többi államtól) | 1,455,270  | 2021. július 1.     | 0,0180%                | 2021-es népszámlálási adat       |
| 4  | Fidzsi-szigetek                                                                                     | 898,402    | 2021. július 1.     | 0,0113%                | Hivatalos becslés                |
| 5  | Salamon-szigetek                                                                                    | 728,040    | 2021. július 1.     | 0,00916%               | ENSZ (becslés)                   |
| 6  | Vanuatu                                                                                             | 301,295    | 2021. július 1.     | 0,00379%               | Hivatalos becslés                |
| 7  | Francia Polinézia · (TOM)                                                                           | 299,356    | 2022. július 1.     | 0,00352%               | 2012-es népszámlálási adat       |
| 8  | Új-Kaledónia · (TOM)                                                                                | 273,674    | 2021. július 1.     | 0,00344%               | Hivatalos becslés                |
| –  | Bougainville Pápua Új-Guinea autonóm, lassan függetlenedó része                                     | 249,358    | 2018. január 1.     | 0,00320%               |                                  |
| –  | Társaság-szigetek Francia Polinézia tartománya                                                      | 242,726    | 2017. augusztus 17. | 0,00290%               | 2012-es népszámlálási adat       |
| 9  | Szamoa                                                                                              | 199,853    | 2021. július 1.     | 0,00251%               | Final 2011-es népszámlálási adat |
| 10 | Guam · (Az USA önkormányzattal nem rendelkező területe)                                             | 168,800    | 2021. április 1.    | 0,00193%               | 2010-es népszámlálási adat       |
| 11 | Kiribati                                                                                            | 120,740    | 2021. július 1.     | 0,00152%               | Hivatalos becslés                |
| 12 | Mikronézia                                                                                          | 105,754    | 2021. július 1.     | 0,00133%               | Hivatalos becslés                |
| 13 | Tonga                                                                                               | 100,209    | 2021. július 1.     | 0,00125%               | 2011-es népszámlálási adat       |
| 14 | Amerikai Szamoa · (USA önkormányzattal nem rendelkező területe)                                     | 56,950     | 2021. július 1.     | 0,000720%              | 2010-es népszámlálási adat       |
| 15 | Északi-Mariana-szigetek · (Az USA társult állama)                                                   | 55,650     | 2022. július 1.     | 0,000718%              | 2010-es népszámlálási adat       |
| 16 | Marshall-szigetek                                                                                   | 54,516     | 2021. július 1.     | 0,000686%              | Hivatalos becslés                |
| –  | Chuuk Mikronézia állama                                                                             | 48,660     | 2020. január 1.     | 0,000585%              | Hivatalos becslés                |
| –  | Pohnpei Mikronézia állama                                                                           | 36,200     | 2020. január 1.     | 0,000450%              | Hivatalos becslés                |
| 17 | Palau                                                                                               | 18,233     | 2021. július 1.     | 0,000226%              | Hivatalos becslés                |
| 18 | Cook-szigetek · (Új-Zéland társult állama)                                                          | 15,342     | 2021. július 1.     | 0,000193%              | 2011-es népszámlálási adat       |
| –  | Tuamotu-szigetek Francia Polinézia tartománya                                                       | 15,346     | 2017. augusztus 17. | 0,000194%              | 2012-es népszámlálási adat       |
| 19 | Nauru                                                                                               | 11,832     | 2021. július 1.     | 0,000149%              | 2011-es népszámlálási adat       |
| –  | Yap Mikronézia állama                                                                               | 11,577     | 2020. január 1.     | 0,000147%              | Hivatalos becslés                |
| 20 | Wallis és Futuna (TOM)                                                                              | 11,369     | 2021. január 1.     | 0,000143%              | Hivatalos becslés                |
| 21 | Tuvalu                                                                                              | 11,679     | 2021. július 1.     | 0,000134%              | Hivatalos becslés                |
| –  | Marquises-szigetek Francia Polinézia tartománya                                                     | 9,346      | 2017. augusztus 17. | 0,000118%              | 2012-es népszámlálási adat       |
| –  | Ausztrál-szigetek Francia Polinézia tartománya                                                      | 6,965      | 2017. augusztus 17. | 0,0000915%             | 2012-es népszámlálási adat       |
| –  | Kosrae Mikronézia állama                                                                            | 6,616      | 2020. január 1.     | 0,0000845%             | Hivatalos becslés                |
| 22 | Norfolk-sziget · (Ausztrália függő területe)                                                        | 2,188      | 2021. június 30.    | 0,0000222%             | 2011-es népszámlálási adat       |
| 23 | Karácsony-sziget · (Ausztrália függő területe)                                                      | 1,966      | 2020. június 30.    | 0,0000250%             | 2011-es népszámlálási adat       |
| 24 | Niue · (Új-Zéland társult állama)                                                                   | 1,943      | 2021. július 1.     | 0,0000195%             | Final 2011-es népszámlálási adat |
| –  | Rotuma a Fidzsi-szigetek autonóm része                                                              | 1,594      | 2017. december 17.  | 0,000190%              | Hivatalos becslés                |
| –  | Gambier-szigetek Francia Polinézia tartománya                                                       | 1,535      | 2017. augusztus 17. | 0,000185%              | 2012-es népszámlálási adat       |
| 25 | Tokelau-szigetek · (Új-Zéland külbirtoka)                                                           | 1,500      | 2021. július 1.     | 0,000179%              | Final 2011-es népszámlálási adat |
| –  | Chatham-szigetek (Új-Zéland autonóm része)                                                          | 780        | 2021. július 1.     | 0,00000985%            | Final 2011-es népszámlálási adat |
| 26 | Kókusz-szigetek · (Ausztrália függő területe)                                                       | 573        | 2020. június 30.    | 0,00000710%            | 2011-es népszámlálási adat       |
| –  | Lord Howe-sziget (Ausztrália függő területe)                                                        | 382        | 2019. július 1.     | 0,00000552%            |                                  |
| –  | Wake-sziget (Az USA önkormányzattal nem rendelkező külbirtoka)                                      | 100        | 2005.               | 0,000000120%           |                                  |
| 27 | Pitcairn-szigetek · (Brit tengerentúli terület)                                                     | 47         | 2021. január 1.     | 0,000000640%           | 2012-es népszámlálási adat       |
| –  | Midway-atoll (Az USA önkormányzattal nem rendelkező külbirtoka)                                     | 40         | 2019.               | 0,00000055%            |                                  |